# Aethiamblys auricomus
Aethiamblys auricomus är en stekelart som först beskrevs av Morley 1919.  Aethiamblys auricomus ingår i släktet Aethiamblys och familjen brokparasitsteklar. Inga underarter finns listade i Catalogue of Life.